# Eupithecia supercastigata
Eupithecia supercastigata là một loài bướm đêm trong họ Geometridae.